# Lago Drūkšiai
O Lago Drūkšiai (em lituano:  Ežeras Drūkšiai, em bielorrusso:  Дрысвяты, em russo:  Озеро Дрисвяты, em polonês/polaco:  Dryświaty) é um lago do nordeste da Lituânia e noroeste da Bielorrússia. Apoia a Central Nuclear de Ignalina. A profundidade máxima do lago é de 33,3 m, e a média é de 7,6 m. O canal do lago foi formado durante o movimento glaciar por duas fontes perpendiculares, que se estendiam de norte a sul e de oeste a leste.
Nas suas margens está situada a cidade lituana de Visaginas.